# Dono Mulyo
Dono Mulyo is een bestuurslaag in het regentschap Way Kanan van de provincie Lampung, Indonesië. Dono Mulyo telt 2236 inwoners (volkstelling 2010).